# Spathelia vernicosa
Spathelia vernicosa är en vinruteväxtart som beskrevs av Planchon. Spathelia vernicosa ingår i släktet Spathelia och familjen vinruteväxter. Inga underarter finns listade i Catalogue of Life.